# Grevbo
Grevbo is een plaats in de gemeente Borlänge in het landschap Dalarna en de provincie Dalarnas län in Zweden. De plaats heeft 79 inwoners (2005) en een oppervlakte van 9 hectare.